# Nazionale femminile di pallamano della Francia
La nazionale di pallamano femminile della Francia rappresenta la Francia nelle competizioni internazionali e la sua attività è gestita dalla Federazione di pallamano della Francia (FFHB). Nella sua storia ha vinto per tre volte il campionato mondiale (nel 2003, nel 2017 e nel 2023) e per una volta il campionato europeo (nel 2018).

## Storia

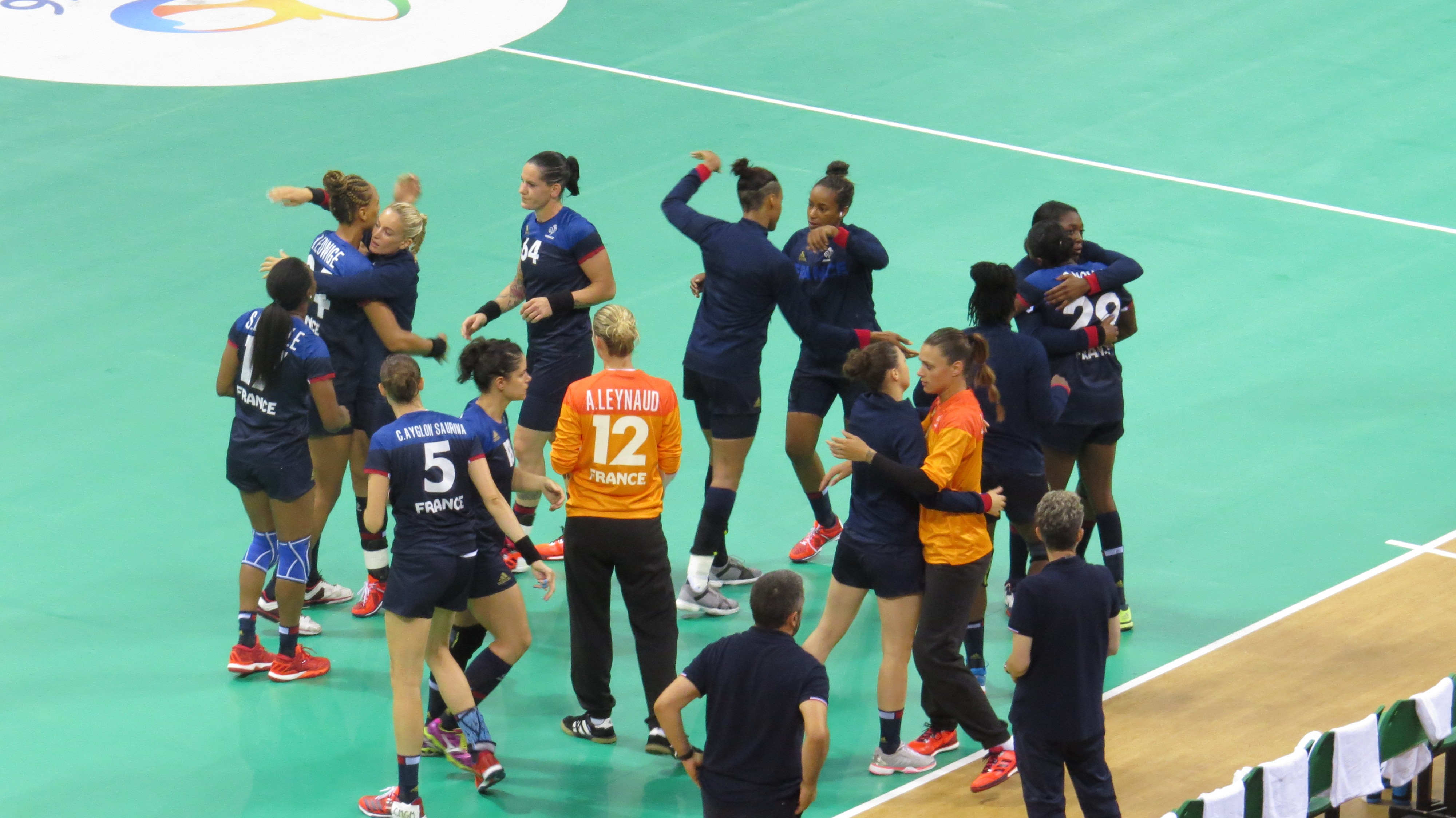
La nazionale francese nella finale dei Giochi Olimpici 2016.

La nazionale francese femminile è attiva nelle competizioni internazionali sin dal 1973, quando, però, dichiarò forfait nello spareggio contro la Norvegia per l'accesso alla fase finale del campionato mondiale 1973. Sin dal 1977 ha partecipato al campionato mondiale B, che fungeva anche da qualificazione alla fase finale del campionato mondiale. Ottenne per la prima volta l'accesso alla fase finale nel 1985, grazie al nono posto nel campionato mondiale B, ultimo posto utile per poter partecipare al campionato mondiale 1986. Al campionato mondiale la Francia non superò il primo turno e concluse al quindicesimo posto finale, dopo aver ottenuto l'unica vittoria contro gli Stati Uniti nel girone per i piazzamenti. Nell'edizione 1990 la Francia chiuse al quattordicesimo posto, mentre non riuscì a qualificarsi per le due successive edizioni.
Dopo aver conquistato il decimo posto al campionato mondiale 1997, la Francia arrivò fino alla finale nell'edizione 1999, venendo, però, sconfitta dalla Norvegia per 24-22 e conquistando la medaglia d'argento mondiale, primo podio nella storia della nazionale femminile di pallamano. Grazie a questo risultato, la Francia guadagnò l'accesso al torneo di pallamano ai Giochi della XXVII Olimpiade, disputatisi a Sydney nel 2000. Alla sua prima partecipazione al torneo olimpico, la nazionale francese raggiunse la fase a eliminazione diretta, venendo, però, eliminata ai quarti di finale dalla Danimarca per 28-26 dopo i tempi supplementari, chiudendo al sesto posto nella classifica finale. Nel 2000 la Francia fece il suo esordio anche al campionato europeo, dopo aver mancato la qualificazione alle prime tre edizioni del massimo torneo continentale, chiudendo il torneo al quinto posto. Nell'edizione 2002 le francesi riuscirono ad accedere alla fase a eliminazione diretta: persero la semifinale contro la Norvegia, ma sconfissero la Russia per 27-22 nella finale per il terzo posto, conquistando la medaglia di bronzo, primo podio della nazionale al campionato europeo.
Il campionato mondiale 2003 incoronò la nazionale femminile francese campione del mondo per la prima volta nella sua storia. Il torneo venne disputato in Croazia e vide la Francia superare agevolmente il turno preliminare vincendo tutte e cinque le partite. Nel turno principale perse la prima partita contro la Corea del Sud, ma vincendo le successive due partite ottenne il primo posto nel girone e si qualificò alle semifinali. In semifinale affrontò l'Ucraina e la superò per 28-26 dopo i tempi supplementari. La finale mise di fronte la Francia e l'Ungheria: le ungheresi, trascinate da Bojana Radulovics che realizzò quasi metà delle reti delle magiare, condussero la partita con un massimo vantaggio di sette reti, ma le francesi recuperarono lo svantaggio nei minuti finali, chiudendo in parità sul 28-28 i tempi regolamentari. Ai supplementari le francesi passarono in vantaggio e chiusero la partita sul 32-29, diventando campionesse del mondo. Protagonista della partita fu il portiere Valérie Nicolas, che parò anche un tiro dai 7 metri a Radulovics e che venne nominata migliore giocatrice e migliore portiere del torneo.
Al torneo di pallamano ai Giochi della XXVIII Olimpiade, disputatisi ad Atene nel 2004, la nazionale francese arrivò ai piedi del podio olimpico, perdendo la finale per la medaglia di bronzo contro l'Ucraina. Nel 2006 conquistò una medaglia di bronzo al campionato europeo, mentre conquistò due medaglie d'argento di fila al campionato mondiale del 2009 e del 2011, venendo sconfitta in finale dalla Russia e dalla Norvegia, rispettivamente.
Nel 2016 ai Giochi della XXXI Olimpiade di Rio de Janeiro sia la nazionale maschile sia quella femminile conquistarono la medaglia d'argento olimpica, che per la nazionale femminile rappresentò il primo podio olimpico della sua storia. La Francia, trascinata dalle reti di Alexandra Lacrabère e di Allison Pineau, che furono poi inserite nell'All-Star team del torneo, raggiunse la finale con una sola sconfitta contro la Russia nella fase a gironi e vincendo quarti e semifinali dopo i tempi supplementari. In finale la Francia affrontò nuovamente la Russia, venendo ancora una volta sconfitta. Nello stesso anno la nazionale francese conquistò la medaglia di bronzo al campionato europeo.
La Francia tornò a trionfare al campionato mondiale nell'edizione 2017 organizzata in Germania. Dopo aver superato la fase a gironi con un secondo posto nel girone A, la Francia avanzò nella fase a eliminazione diretta eliminando in sequenza l'Ungheria, il Montenegro e la Svezia, guadagnando l'accesso alla finale. In finale affrontò la Norvegia campione in carica, superandola per 23-21 e conquistando il titolo di campione del mondo per la seconda volta nella sua storia.
Nel 2018 arrivò anche la vittoria del campionato europeo, che era stato organizzato proprio in Francia. La nazionale perse la partita d'esordio contro la Russia, vincendo le partite successive sia nel turno preliminare sia nel turno principale e pareggiando solo contro la Svezia. In semifinale superò i Paesi Bassi e in finale trovò nuovamente la Russia. Diversamente da quanto successo al campionato mondiale 2009 e ai Giochi di Rio de Janeiro 2016, in questa occasione furono le francesi ad avere la meglio sulle russe, vincendo la finale per 24-21 e conquistando il loro primo titolo continentale.

## Partecipazioni ai tornei internazionali
- dal 1976 al 1996: non qualificata
- 2000: 6º posto
- 2004: 4º posto
- 2008: 5º posto
- 2012: 5º posto
- 2016:  2º posto
- 2020:  Campione
- 2024:  2º posto

- 1987:  2º posto
- 1991:  2º posto
- 1993:  2º posto
- 1997:  Campione
- 2001:  Campione
- 2005: 4º posto
- 2009:  Campione

- dal 1957 al 1982: non qualificata
- 1986: 15º posto
- 1990: 14º posto
- 1993: non qualificata
- 1995: non qualificata
- 1997: 10º posto
- 1999:  2º posto
- 2001: 5º posto
- 2003:  Campione
- 2005: 12º posto
- 2007: 5º posto
- 2009:  2º posto
- 2011:  2º posto
- 2013: 6º posto
- 2015: 7º posto
- 2017:  Campione
- 2019: 13º posto
- 2021:  2º posto
- 2023:  Campione

- dal 1994 al 1998: non qualificata
- 2000: 5º posto
- 2002:  3º posto
- 2004: 11º posto
- 2006:  3º posto
- 2008: 14º posto
- 2010: 5º posto
- 2012: 9º posto
- 2014: 5º posto
- 2016:  3º posto
- 2018:  Campione
- 2020:  2º posto
- 2022: 4º posto

## Palmarès

### Olimpiadi
- (2020)
- (2016, 2024)

### Mondiali
- (2003, 2017, 2023)
- (1999, 2009, 2011, 2021)

### Europei
- (2018)
- (2020)
- (2002, 2006, 2016)

### Giochi del Mediterraneo
- (1997, 2001, 2009)
- (1987)

## Tutte le rose

### Giochi olimpici
Pallamano ai Giochi Olimpici Estivi 20202 Nocandy, 3 Dancette, 4 Coatanea, 6 Valentini, 7 Pineau, 8 Lassource, 10 Zaadi, 12 Leynaud, 15 Niakaté, 16 Darleux, 19 Sercien-Ugolin, 20 Flippes, 24 Edwige, 26 Foppa, 27 Nze Minko, CT: Krumbholz